# Geschiedenis van Club Universitario de Deportes
De geschiedenis van Club Universitario de Deportes begint in augustus 1924, toen de voetbalclub werd opgericht door een groep jonge studenten van de Nationale Universiteit van San Marcos.

## Stichting (1924)

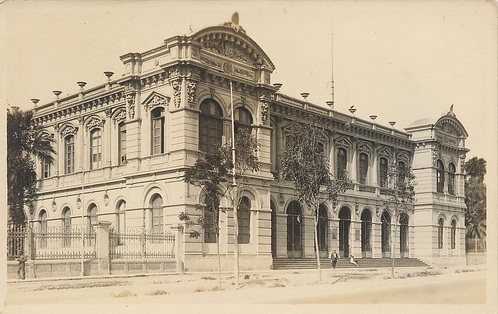
Gevel van de Faculteit der Geneeskunde van de Nationale Universiteit van San Marcos, waar enkele van de oprichters en eerste voetballers van de club studeerden.

José Rubio Galindo (student aan de Faculteit der Letteren) en Luis Málaga Arenas (student aan de Faculteit der Geneeskunde) waren de dromers die hun vrije tijd wijdden aan het uitwisselen van ideeën met als doel een geweldige instelling te creëren. Ze werden later vergezeld door Plácido Galindo, Eduardo Astengo, Rafael Quirós, Mario de las Casas, Alberto Denegri, Luis de Souza Ferreira (die het eerste Peruaanse doelpunt in een World Cup scoorde), Andrés Rotta, Carlos Galindo, Francisco Sabroso, Jorge Góngora, Pablo Pacheco, Carlos Cillóniz, onder anderen.
Zo ontmoetten universiteitsstudenten op 7 augustus 1924 om 19.00 uur (UTC-5) elkaar op het hoofdkantoor van de Federatie van Studenten van Peru, aan de Juan de la Coba-straat 106, in de stad Lima, die aanleiding geven tot de Universitaire Voetbalfederatie; als een vereniging van de representatieve teams van de faculteiten van de Universiteit van San Marcos en de Special Schools of Engineering, Agronomie en Central Normal. Het Nationale Sportcomité, het hoogste orgaan van de Peruaanse sporten in die tijd, erkende de Universitaire Federatie alsof het een competitie was. Daarom vormden ze samen met de Peruaanse voetbalcompetitie, de amateurvereniging, de Liga Chalaca, Circolo Sportivo Italiano en de Lima Cricket and Football Club vormden de voetbalfederatie.

## Amateurtijdperk (1928-1950)
Na deelname aan verschillende interuniversitaire toernooien en vriendschappelijke wedstrijden tussen 1924 en 1927, de Peruaanse voetbalbond nodigde de Universitaire Federatie uit om deel te nemen aan het Selectie- en Competitiekampioenschap (First Division Tournament) van 1928, dat zijn officiële debuut maakte op 27 mei tegen de José Olaya de Chorrillos Club, die het met 7:1 versloeg. Aan het einde van het kampioenschap eindigden ze als tweede achter Alianza Lima, met wie ze in drie wedstrijden om de titel speelden: (1:0 winst, 1:1 gelijkspel en 2:0 verlies). In 1929 had het kampioenschap slechts de deelname van twaalf teams vanwege de schorsing van Alianza Lima omdat hij weigerde zijn voetballers af te staan aan het nationale team.

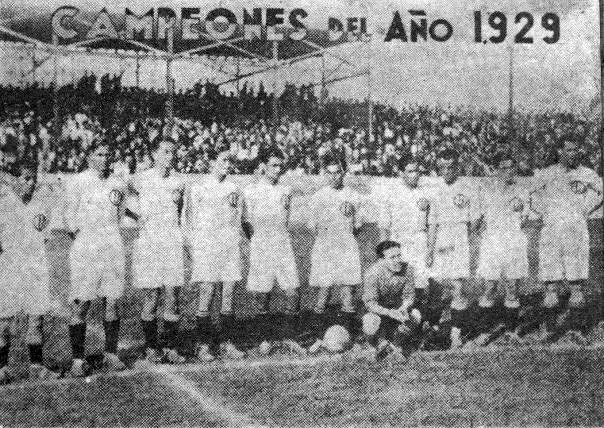
Kampioensteam van het Peruaanse toernooi van 1929.

In dit toernooi won Universitario zijn eerste nationale titel en eindigde het kampioenschap met zeven overwinningen, drie gelijke spelen en één verlies, waarmee het zeventien punten behaalde, één meer dan Circolo Sportivo Italiano, dat het met 7:0 versloeg.
In 1930 werd het eerste Wereldkampioenschap voetbal gehouden in Uruguay, het Peruaanse team woonde het evenement bij met een ploeg die de aanwezigheid van acht voetballers van Universitario omvatte (Eduardo Astengo, Carlos Cillóniz, Luis de Souza Ferreira, Alberto Denegri, Arturo Fernández, Plácido Galindo, Jorge Gongora en Pablo Pacheco).

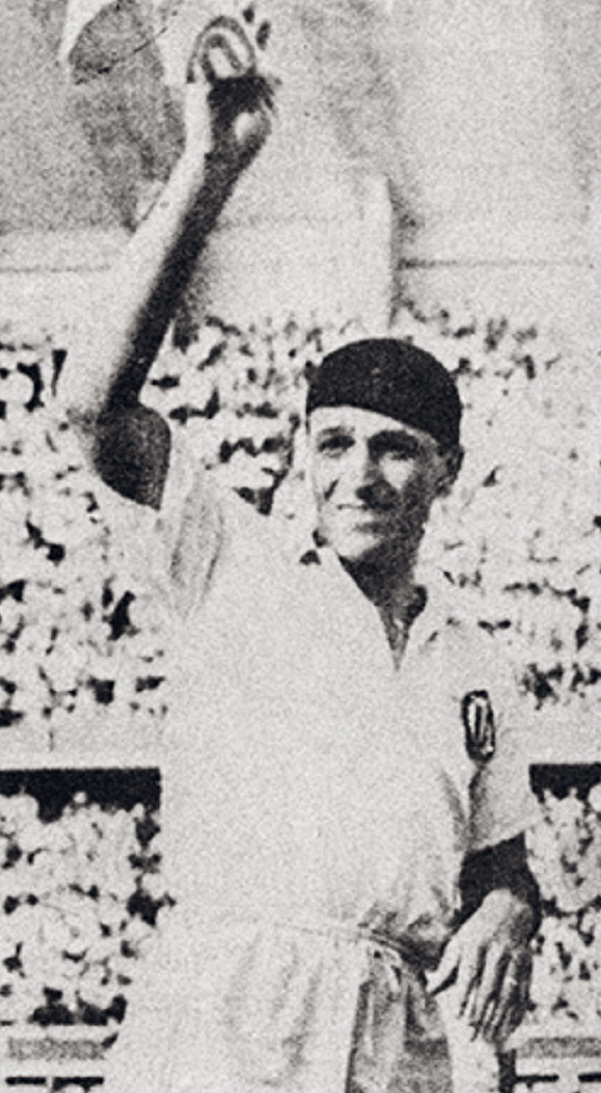
Teodoro Fernández, idool van de ploeg die met de club zes titels won en zeven keer topscorer was in het Peruaanse toernooi.

Na het WK vond de eerste officiële tour van de club plaats. Het team reisde per stoomboot naar Arequipa om het op te nemen tegen de Association White Star, die ze met 1:0 versloegen; en toerde vervolgens door Huacho, waar hij deelnam aan de Gubbins Cup. Het jaar daarop ontstonden er meningsverschillen met de autoriteiten van de Nationale Universiteit van San Marcos, aangezien de rector José Antonio Encinas het gebruik van de naam —Federación Universitario de Fútbol— verbood en dit leidde tot de verandering, in "Club Universitario de Deportes", volledig onafhankelijk van de universiteit. Op 29 november 1931 maakte Teodoro Fernández, beter bekend als "Lolo" Fernández (die het topidool van de club werd), op 18-jarige leeftijd zijn debuut bij de club.
Het toernooi van 1934 zorgde voor controverse omdat, volgens de regels van het kampioenschap, de punten behaald door de eerste teams en een fractie van wat hun reserves behaalden in één enkele tabel moesten worden opgeteld. dus vermoedelijk had de titel aan Alianza Lima moeten worden toegekend; echter, de leiders van de club klaagden bij de Peruaanse voetbalbond met het argument dat de reserve score zou moeten worden toegevoegd na de beslissing wie de First Division titel won. Er werd een extra wedstrijd gespeeld tussen beide teams met een overwinning voor de universiteitsstudenten met een score van 2:1, waarmee hij zijn tweede nationale titel behaalde, officieel erkend door de Peruaanse voetbalbond en de professionele voetbalsportbond.
In 1937 speelden ze een oefenwedstrijd tegen São Cristóvão uit Brazilië (het eerste Braziliaanse team dat in Lima speelde), waarbij ze de crèmes met 2:0 wonnen met doelpunten van Víctor Bielich en Teodoro Fernández.
In 1939 won de "U" de derde titel in zijn sportgeschiedenis door negen overwinningen, drie gelijke spelen en slechts twee verliezen toe te voegen.
Acht clubs namen deel aan het kampioenschap van 1941, Universitario de Deportes won de titel na het verslaan van Club Atlético Chalaco en Alianza Lima met respectievelijk 1:0 en 3:1 in de laatste twee wedstrijden. In 1945 won hij opnieuw de landstitel na tien overwinningen, één gelijkspel en drie nederlagen. De topscorer van het kampioenschap was Teodoro Fernández met zestien annotaties. 
In 1946 werd het kampioenschap voor het eerst in drie rondes gespeeld, en het merengue-team behaalde zijn eerste bi-kampioenschap dankzij het aanvallende trio gevormd door Víctor Espinoza, Teodoro Fernández en Eduardo Fernández (tussen de drie spelers scoorden ze eenenveertig goals).
De club vierde zijn 25-jarig jubileum en won het kampioenschap van 1949, na het verslaan van Atlético Chalaco in zijn laatste wedstrijd. In 1950 werd het laatste kampioenschap in het amateurtijdperk verreden, waar Universitario de Deportes op de vijfde plaats eindigde met negen overwinningen, twee gelijke spelen en zeven nederlagen. Alberto Terry was de topscorer van het toernooi met zestien goals

## Het professionele podium en het afscheid van een idool
Voetbalprofessionaliteit kwam in Peru in 1951, toen de Peruaanse voetbalfederatie het kampioenschap aanpaste volgens de wereldwijde richtlijnen, maar alleen met de deelname van clubs uit de stad Lima en de constitutionele provincie Callao. De club debuteerde in het toernooi met een 4:1 overwinning op Mariscal Sucre. Op 20 juli 1952 werd het Lolo Fernández Stadion ingehuldigd, met de sportfaciliteiten en de eerste tribune van het stadion (West: 4.000 zitplaatsen) dat voorheen toebehoorde aan het Oude Nationale Stadion van Peru.
Bij de inauguratie versloeg de "U" de Universidad de Chile met 4:2, met drie doelpunten van Teodoro Fernández. In 1954 nam Plácdio Galindo het voorzitterschap van de club op zich, in wat de eerste van zijn drie ambtstermijnen was als bevelhebber van de instelling. Tot het einde van het decennium voerde hij alleen onregelmatige campagnes uit in de nationale toernooien, die werden gedomineerd door Alianza Lima en Sport Boys. Deze droogte aan titels eindigde met het behalen van het kampioenschap van 1959, na drie doelpunten met Deportivo Municipal in de laatste wedstrijd, met in totaal vijftien overwinningen, drie gelijke spelen en vier nederlagen. In de jaren zestig won de club nog vijf kampioenschappen. De eerste van hen in 1960, na een doelpuntloos gelijkspel met Sport Boys del Callao, wonnen ze het kampioenschap na elf overwinningen, drie gelijke spelen en vier nederlagen in achttien wedstrijden, waarmee ze hun tweede tweevoudig kampioenschap behaalden. Op 19 april 1961 maakte hij zijn debuut in de Copa Libertadores de América in een wedstrijd gespeeld in de stad Montevideo tegen Club Atlético Peñarol, die eindigde met een score van 5:0 in het voordeel van de lokale bevolking.
Ondanks het resultaat werden de crèmes de eerste Peruaanse club die aan dat toernooi deelnam. Nadat ze derde waren geworden bij de kampioenschappen van 1962 en 1963, pakten ze de titel opnieuw in 1964, negen punten verwijderd van de tweede plaats. In 1965 stond de FPF de deelname van teams uit het hele land aan het kampioenschap toe en het jaar daarop werd het zogenaamde "Descentralized Soccer Tournament" geboren. Een jaar later behaalde de club onder leiding van Marcos Calderón zijn elfde kampioenschap na negentien overwinningen, drie gelijke spelen en vier nederlagen, waarmee hij het recht verwierf om de "Eerste Peruaanse voetbalkampioen" te worden genoemd, (omdat voorheen alleen toernooien werden gehouden op provinciaal of departementaal niveau). In 1967 behaalde hij zijn derde tweevoudige kampioenschap met drie data van tevoren, met twintig overwinningen, één gelijkspel en vijf verliespartijen; De laatste wedstrijd werd gespeeld tegen Sport Boys en eindigde met een score van 2:1 in het voordeel van de crèmes. Op 27 februari 1968 versloegen ze Always Ready uit Bolivia met 6:0 in de Copa Libertadores, de grootste overwinning van de club in een internationale competitie. In het toernooi van 1969 won het merengue- team het nationale kampioenschap na een 1:1 gelijkspel met Atlético Grau de Piura in de finale.

## Tweede plaats in de Copa Libertadores (1972)
In de Copa Libertadores 1972 slaagde de club erin om met een vervangend team door te gaan naar de finale van het toernooi, aangezien de belangrijkste voetballers bij het Peruaanse voetbalteam zaten in de zogenaamde "Tour of the Three Continents". Universitario maakte deel uit van groep 4 samen met Alianza Lima, Universidad de Chile en Unión San Felipe. De eerste wedstrijd was de Peruaanse voetbalklassieker en behaalde een 2:1 overwinning. De volgende twee wedstrijden werden in Santiago gespeeld tegen de Universidad de Chile, die met 1-0 werd verslagen, en tegen Unión San Felipe, met wie ze 0-0 gelijk speelden. De studentenploeg keerde terug naar Peru om het op te nemen tegen Alianza Lima en behaalde een 2: 2 gelijkspel. In de laatste twee wedstrijden ontvingen ze Unión San Felipe en Universidad de Chile in Lima, waar ze twee overwinningen behaalden met respectievelijk 3:1 en 2:1, waarmee ze acht punten behaalden, waardoor ze als eerste in de volgende ronde konden doorgaan groep.

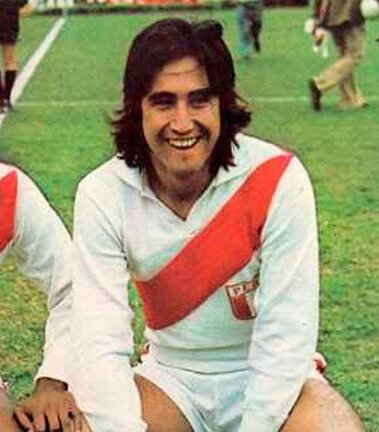
Percy Rojas, een van de beste voetballers van de club in de jaren 70. Hij speelde in de finale van de Copa Libertadores in 1972.

In de halve finale werd hij gegroepeerd met Peñarol en Nacional uit Uruguay. In de eerste wedstrijd verloren ze van Peñarol met 3:2 in Lima, maar herstelden zich daarna door Nacional te verslaan met een score van 3:0. Universitario reisde naar Uruguay, waar hij twee keer gelijk speelde: 3:3 tegen Nacional en 1:1 tegen Peñarol. De "U" had vier punten verzameld en er was nog maar één wedstrijd te spelen tussen Peñarol en Nacional, die respectievelijk vier en twee punten hadden. Alle drie de teams hadden een kans om door te gaan naar de finale. Peñarol had alleen een gelijkspel nodig, terwijl Nacional een overwinning met vijf doelpunten verschil nodig had. De wedstrijd eindigde met 3-0 in het voordeel van Nacional, waardoor het Peruaanse team door kon gaan naar de finale omdat ze een beter doelsaldo hadden. De finale werd gespeeld tegen Club Atlético Independiente uit Argentinië. De heenwedstrijd werd gehouden in Lima, waar ze 0:0 gelijk speelden, terwijl de terugwedstrijd eindigde met een score van 2:1 in het voordeel van de Argentijnen. Hoewel Universitario de titel niet won, slaagde het erin om de eerste Peruaanse club en de eerste uit een land dat niet tot de Southern Cone behoort, te spelen in de finale van de Copa Libertadores. In dat toernooi waren Oswaldo Ramírez en Percy Rojas de topscorers met elk zes doelpunten. Twee jaar later, in 1974, vierde de instelling haar gouden jubileum, richtte de Lolo Fernández Youth Soccer School op en sloot het jaar af door zichzelf uit te roepen tot kampioen van het nationale toernooi onder leiding van de argentijn Juan Eduardo Hohberg.

## Een nieuw tweevoudig kampioenschap
In 1982, na acht jaar, won de club de landstitel na drie wedstrijden in de laatste groep te hebben gewonnen en zes punten te hebben behaald. De beslissende overwinning was tegen Deportivo Municipal, dat ze met 1-0 versloegen met een score van Hugo Gastulo. In 1985 keerde de titel terug naar het studententeam, na het winnen van het regionale toernooi en de finale van het gedecentraliseerde kampioenschap van dat jaar.
Universitario de Deportes keerde in 1987 terug naar de top van het Peruaanse voetbal. Als eerste stap voor deze nieuwe laurier behaalde hij de titel van het Regionale Toernooi, waarmee hij wachtte op de winnaar van de competitie om de landstitel te betwisten. Toen kwam de Decentralized, die naar Alianza Lima ging. De bepalende klassieker was in het voordeel van de meringues 1:0, met een score van Fidel Suárez. In 1990, met de komst van Fernando Cuéllar op de crèmekleurige bank, won Universitario de Deportes het 1990-I Regional Tournament, waarmee ze zich automatisch kwalificeerden voor de nationale finale, waar ze het opnemen tegen Sport Boys del Callao, winnaar van het gedecentraliseerde toernooi. 
De finale werd gespeeld op 3 februari 1991, met een overwinning voor de merengue -ploeg, die met 4:2 won. In 1992 werd de basis van het nationale kampioenschap opnieuw gewijzigd en werd het gedecentraliseerde toernooisysteem op twee wielen teruggegeven met de deelname van zestien clubs, de regionale competities buiten beschouwing gelaten. De club pakte de titel met nog één datum te gaan voor het einde van het kampioenschap, na San Agustín met 4:1 te hebben verslagen met doelpunten van Ronald Baroni (2), César Charún en José Luis Carranza. Onder de technische leiding van Sergio Markarián herbevestigde de "U" zijn titel in 1993 en behaalde daarmee een nieuw tweevoudig kampioenschap voor de groep. Dat deden ze nadat ze San Agustín met 3-0 hadden verslagen.

## Drie opeenvolgende kampioenschappen
In 1998 arriveerde de Argentijnse coach Osvaldo Piazza bij de instelling, met wie hij de Apertura Tournament-titel behaalde die hem het recht gaf om de kwalificatiewedstrijden voor de nationale finale te spelen, door Sporting Cristal te verslaan, kampioen 2:1 van het Clausura-toernooi, in de tweede laatste wedstrijd met twee doelpunten van Roberto Farfán Aangezien de eerste wedstrijd 2:1 eindigde in het voordeel van Cristal, werd de winnaar bepaald met een penalty shootout, waarin ze de sky-blues 4:2 versloegen. De goals werden gescoord door Gustavo Grondona, Gustavo Falaschi, Luis Guadalupe en Eduardo Esidio. In 1999 won Universitario de Deportes opnieuw het tweevoudig kampioenschap. Er werden twee wedstrijden gespeeld tussen de "U", die het Apertura-toernooi had gewonnen, en Alianza Lima, kampioen van het Clausura-toernooi. De eerste finale werd gespeeld in het National Stadium en de crèmes wonnen met 3:0, met doelpunten van Roberto Farfán, Eduardo Esidio en José Guillermo del Solar. In de terugwedstrijd, gespeeld in het Alejandro Villanueva-stadion, behaalden de blauw-witten de overwinning met een doelpunt van Víctor Mafla, maar het was niet genoeg voor hen om de titel te behalen.
Op 30 januari 2000 speelde hij de El Gráfico-Perú Cup tegen de Universidad de Chile, de wedstrijd eindigde met een score van 1:0 in het voordeel van de Peruanen. De auteur van het doelpunt was José Guillermo del Solar. Op 2 juli 2000 werd het Monumental Stadium ingehuldigd met een 2:0 overwinning voor Universitario tegen Sporting Cristal, in een wedstrijd die geldig was voor het Peruaanse profkampioenschap. Datzelfde jaar, onder leiding van Roberto Chale, werden de crèmes voor de derde keer op rij gekroond tot Peruaanse voetbalkampioen. De Braziliaan Esidio vestigde zich met 37 doelpunten als topscorer van het Peruaanse Eerste Klasse-seizoen, en hij was ook de tweede topscorer wereldwijd in het jaar 2000.
In 2002 werd de club geconfronteerd met een sterke financiële crisis die de vertraging veroorzaakte bij de betaling van het salaris van de ploeg, de technische leiding en het administratief personeel. Er werd een Partners Meeting gehouden, maar ondanks het feit dat velen vanwege de economische crisis al wilden dat de voorzitter van de club zou vertrekken, bleef hij standvastig in zijn standpunt. De situatie was zowel in het voetbal als economisch gecompliceerd, tot het punt waarop professionele voetballers besloten te staken en de leiding besloot zijn toevlucht te nemen tot voetballers uit hun jeugdafdelingen. Ondanks alles slaagde het team, dat een zeer moeilijke economische situatie doormaakte, erin kampioen te worden van het Torneo Apertura. De club werd kampioen zonder zijn voetballers te betalen, die uit liefde voor het team speelden.